# 2007年アイスホッケー世界選手権
2007年アイスホッケー世界選手権（第71回アイスホッケー世界選手権）は4月27日から5月13日までロシアのモスクワ（メガスポルト）とムィティシ（ムィティシ・アリーナ）で開催された。カナダ代表が優勝しリック・ナッシュが大会最優秀選手に選ばれた。

## 大会方式
16ヶ国が4ヶ国ずつ4つの1次リーグに分かれて争い、上位3位以内に入った12ヶ国が6ヶ国ずつ2つの2次リーグに分かれて争い、上位4ヶ国ずつ計8ヶ国がトーナメントに進出し優勝を争う。また1次リーグで最下位に終わった4ヶ国でリーグを行い、下位2ヶ国がディビジョン I に降格する。リーグ戦で勝利すると勝ち点3、オーバータイムまたはペナルティシュートアウトで決着がついた場合は勝利チームに勝ち点2、敗戦チームに勝ち点1が与えられる。勝ち点方式はディビジョン I 以下についても同様。

## 結果
| 順位 | 国             | 備考                  |
| ---- | -------------- | --------------------- |
| 優勝 | カナダ         | 24回目の優勝          |
| 2位  | フィンランド   |                       |
| 3位  | ロシア         |                       |
| 4位  | スウェーデン   |                       |
| 5位  | アメリカ合衆国 |                       |
| 6位  | スロバキア     |                       |
| 7位  | チェコ         |                       |
| 8位  | スイス         |                       |
| 9位  | ドイツ         |                       |
| 10位 | デンマーク     |                       |
| 11位 | ベラルーシ     |                       |
| 12位 | イタリア       |                       |
| 13位 | ラトビア       |                       |
| 14位 | ノルウェー     |                       |
| 15位 | オーストリア   | ディビジョン I に降格 |
| 16位 | ウクライナ     | ディビジョン I に降格 |

## ディビジョン I
ディビジョン I の試合は、中国のチチハル（グループA）、スロベニアのリュブリャナ（グループB）で行われた。
グループ A
| 順位 | 国           | 備考                   |
| ---- | ------------ | ---------------------- |
| 優勝 | フランス     | 世界選手権に昇格       |
| 2位  | ポーランド   |                        |
| 3位  | カザフスタン |                        |
| 4位  | エストニア   |                        |
| 5位  | オランダ     |                        |
| 6位  | 中国         | ディビジョン II に降格 |

グループ B
| 順位 | 国         | 備考                   |
| ---- | ---------- | ---------------------- |
| 優勝 | スロベニア | 世界選手権に昇格       |
| 2位  | ハンガリー |                        |
| 3位  | 日本       |                        |
| 4位  | イギリス   |                        |
| 5位  | リトアニア |                        |
| 6位  | ルーマニア | ディビジョン II に降格 |

## ディビジョン II
ディビジョン II の試合はクロアチアのザグレブ（グループA）、韓国のソウルで行われた。北朝鮮代表は出場を辞退した。
グループ A
| 順位 | 国         |                         |
| ---- | ---------- | ----------------------- |
| 優勝 | クロアチア | ディビジョン I に昇格   |
| 2位  | ベルギー   |                         |
| 3位  | スペイン   |                         |
| 4位  | セルビア   |                         |
| 5位  | ブルガリア |                         |
| 6位  | トルコ     | ディビジョン III に降格 |

グループ B
| 順位 | 国             |                         |
| ---- | -------------- | ----------------------- |
| 優勝 | 韓国           | ディビジョン I に昇格   |
| 2位  | オーストラリア |                         |
| 3位  | イスラエル     |                         |
| 4位  | アイスランド   |                         |
| 5位  | メキシコ       |                         |
| 6位  | 北朝鮮         | ディビジョン III に降格 |

## ディビジョン III
ディビジョン III の試合はアイルランドのダンダークで行われた。
| 順位 | 国               |                        |
| ---- | ---------------- | ---------------------- |
| 優勝 | ニュージーランド | ディビジョン II に昇格 |
| 2位  | アイルランド     | ディビジョン II に昇格 |
| 3位  | ルクセンブルク   |                        |
| 4位  | 南アフリカ共和国 |                        |
| 5位  | モンゴル         | 初出場                 |
| 6位  | アルメニア       | 出場辞退               |